# Мамедов, Закир Джаббар Бек оглы
3акир Джаббар Бек оглы Мамедов (азерб. Zakir Cabbar bəy oğlu Məmmədov) — член-корреспондент НАН Азербайджана, доктор философских наук, профессор. Занимался вопросами истории восточной философии, особенно истории азербайджанской философии.

## Биография
Закир Мамедов родился в селе Сейидли (в настоящее время присоединено к городу Агдам) 16 августа 1936 года. Мать Маммедбекова Хюсню ханым Муртуза бек гызы, отец — Велибеков Джаббар бек Исмаил бек оглы. Джабар бек принадлежал к племени Бахарлы и был одним из выдающихся представителей интеллигенции своего времени. Будучи владельцем крупных земельных наделов в селе Бахарлы, Джабар бек в своём доме открыл школу и занимался педагогической деятельностью, и тем самым заложил основы школы нового типа.
Как и многие представители интеллигенции Джаббар бек подвергся репрессиям и был сослан в Сибирь. После ареста Джаббар бека все документы и книги были изъяты из его дома, вследствие чего свидетельство о рождении Закира Мамедова было потеряно. Впоследствии, в 1939-м году, сельсоветом ему было выдано новое свидетельство о рождении.
Закир Мамедов рос в условиях политических преследований, и поэтому был записан на фамилию матери. Как известно, после установления советской власти в Азербайджане, фамилии представителей бекских семей были подвергнуты сокращениям: окончание «бек» было упразднено. Вследствие этого фамилия его была не Мамедбеков, а Мамедов.
Закир Мамедов ещё в средней школе начал писать стихи, хорошо рисовал. Его стихи публиковались в районной газете, рисунки демонстрировались на школьных выставках, а его картина «Молодые мичуринцы», в написании которой он использовал краски на водной основе, в 1955 году была представлена на Республиканской выставке. Его пьеса «Товарищеская помощь» в 1955 году была поставлена коллективом самодеятельности дома пионеров Агдама, а в 1956 году коллективом самодеятельности дома пионеров Барды. В 1957 году Закир Мамедов окончил с медалью среднюю школу № 1 г. Агдама и в том же году поступил на вновь открывшееся отделение восточной филологии факультета востоковедения Азербайджанского государственного университета.
29 ноября 1957 года, когда Закир Мамедов ещё был студентом первого курса университета, его отец Джаббар бек постановлением Верховного суда Азербайджанской ССР был реабилитирован. В университете за отличную учёбу и активную общественную деятельность ЛКСМ Азербайджанской ССР присудил ему Почётную грамоту. В университетской многотиражке публиковались его стихи, переводы с арабского языка. Будучи учеником учёного-полиглота, заложившего основы арабоведения в Азербайджане, Алескера Мамедова, он основательно изучал арабский язык. В 1962 году окончил университет.
С этого же года Закир Мамедов начал свою трудовую деятельность в Институте востоковедения НАНА на должности младшего научного сотрудника. С сентября 1962 года по сентябрь 1963 года в качестве первого азербайджанского переводчика работал на строительстве Асуанской плотины в Египте (ОАР). За год своей работы в Египте он занимался изучением местных диалектов, а также собрал богатый научный материал на арабском языке. После возвращения на родину он первым начал преподавать в Азербайджанском государственном университете (ныне Бакинский государственный университет) египетский диалект арабского языка, а за проявленный научный интерес к собранному материалу по восточной философии он был принят на работу на философское отделение Академии наук Азербайджана (ныне Институт философии НАНА).

## Научная деятельность
С 1 января 1964 года Закир Мамедов, работая в Институте философии, социологии и права по специальности азербайджанского языка и арабской филологии, постепенно приобщается к «матери всех наук» — философии.
Закиру Мамедову удалось доказать, что на Востоке, в том числе в Азербайджане, наряду с религиозной философией, существовала и научная философия.
В 1969 году Закир Мамедов успешно защитил кандидатскую диссертацию на тему «Логические воззрения Сираджеддина Урмави», которую завершил в 1967 году. В 1974 году им была закончена докторская диссертация «Философская мысль в Азербайджане в XI—XIII веках», которую он опубликовал в 1978 году, а защитил только через 16 лет.
С 1997 года до конца жизни Закир Мамедов возглавлял основанный им отдел истории философии и религиоведения. В 2001 году он был избран членом-корреспондентом Академии наук Азербайджана.
С 1969 по 1970 год Закир Мамедов в качестве научного редактора (на полштате) в Азербайджанской Советской Энциклопедии принял активное участие в написании статей, посвященных национальной философии. Именно благодаря его исследованиям ученые философы попали в десятитомник национальной энциклопедии.
Закир Мамедов занимался также и педагогической деятельностью, преподавал в высших учебных заведениях философию, азербайджанскую философию, историю восточной философии.
Закир Мамедов с 1997 по 2000 год был членом экспертного совета по истории, теологии, философии, психологии и педагогическим наукам Высшей Аттестационной Комиссии при Президенте Республики.
Произведения Бахманйара «Трактат о предмете метафизики» и «Трактат о ступенях сущего» наравне с «Книгой приобретения знаний» были переведены с арабского на азербайджанский язык, а небольшой отрывок из его «Книги приобретения знаний» и два других трактата целиком были опубликованы в издании
По инициативе Закира Мамедова Президиумом Академии наук 2 апреля 1991 года было принято решение о проведение 800-летнего юбилея основоположника учения ишракизма Шихабаддина Йахйа Сухраварди. На основании этого решения 25 декабря 1991 года в Институте философии и права (ныне Институт философии, социологии и права) был отмечен юбилей философа ишракизма.
Несмотря на то, что Закир Мамедов является единственным исследователем наследия философии Шихабаддина Йахйа Сухраварди, многочисленные произведения которого были им переведены, лишь два из них были опубликованы. Трактат Шихабаддина Сухраварди «Воззрение философов» был переведен исследователем на азербайджанский и русский языки совместно с ученым арабоведом Тариелем Гасановым, и были опубликованы в 1986 и в 1999 годах. Переведя трактат философа «Статуи света» на азербайджанский язык, Закир Мамедов на свои собственные средства опубликовал его в 1989 и в 1999 годах.
По инициативе Закира Мамедова Президиумом Академии наук и Правительства Азербайджана в 1993 году было принято решение о праздновании 1000-летнего юбилея Бахманйара.
По инициативе Закира Мамедова в 1998 году Президиумом Академии наук было принято решение о проведении 800-летнего юбилея Сираджеддина Урмави. Им были написаны статьи, изданы газеты и журналы в связи с 800-летним юбилеем Сираджеддина Урмави, Афзаладдина Хунаджи, а также с 900-летним юбилеем Айналкузата Мийанеджи.
Закир Мамедов был участников нескольких научных сессий, конференций, проходивших в Баку, Ташкенте, Самарканде, Фергане и Душанбе. Им были сделаны доклады на V научной сессии Совета по сотрудничеству Академии наук Азербайджанской ССР (1968), на XII научной сессии (1975), на конференции, посвященной методологическим вопросам истории развития философии средних веков народов Закавказья (1976), на конференции, посвященной 700-летию Османской империи (1999). Принимал участие также на мероприятиях, посвященных юбилеям таких корифеев как Фараби, Ибн Сина, Низами, Насими, А. Бакиханов, М. Ф. Ахундов, Мухаммад аль-Бухари и Аль-Фергани. Он был избран членом комиссии по проведению 800-летнего юбилея Насиреддин Туси.

## Научные работы

### Труды на азербайджанском языке
- Azərbaycanda XI—XIII əsrlərdə fəlsəfi fikir, Bakı, 1978;
- Bəhmənyarın fəlsəfəsi, Bakı, 1983;
- Orta əsr Azərbaycan filosofları və mütəfəkkirləri, Bakı, 1986;
- Siracəddin Urməvi, Bakı, 1990;
- Şihabəddin Yəhya Sührəvərdi (qısa biblioqrafik məlumat), Bakı, 1991;
- Eynəlqüzat Miyanəci, Bakı, 1992;
- Orta əsr Azərbaycan filosofları və mütəfəkkirləri (rus dilində), Bakı, 1993;
- Azərbaycan fəlsəfəsi tarixi, Bakı, 1994;
- Şərq fəlsəfəsi [IX-XII əsrlər] (tərcümə əsərlərin toplusu). Bakı, 1999;
- Nizami Gəncəvinin fəlsəfi düşüncələri, Bakı, 2000;
- Azərbaycan fəlsəfəsi tarixi, Bakı, 1994 (kiril), 2006;
- Şihabəddin Yəhya Sührəvərdi, Bakı, 2009.

### Труды на русском языке
- Монографии Закира Мамедова «Философия Бахманйара» (1983),
- «Философские воззрения Низами Гянджяви» (2000),
- «Шихабаддин Йахйа Сухраварди (жизнь, творчество и миро¬воззрение) (2009)»
- Азербайджанские философы и мыслители средневековья. Баку: Элм, 1993.
- Сухраварди Шихабад-дин Йахйа. Воззрения философов. (с арабского). Примечания// Баку: Элм, 1986. Перевод с Т. Б. Гасановым
- Философская мысль в Азербайджане в XI—XIII вв. Материалы XII научной сессии посвященной итогам научно-исследовательских работ республики по координируемым АН Аз. ССР проблемам естественных и общественных наук за 1974 г. Баку: Элм, 1975. С. 79-80
- К вопросу о системе и методе восточного перипатетизма //Сб. «Аль-Фараби и развитие науки и культуры стран Востока». Алма-Ата, 1975. С.16-19
- К характеристике теории эманации в философии ишракийa //Доклады АН Азерб. ССР. 1975.-№ 5. С. 62-64
- О приоритете Айналкузата Миянеджи в обосновании пантеистической философии суфизма// Доклады АН Азерб. ССР.- 1978.- № 5. C. 75-78
- Новое исследование о Фахраддине Рази // Известия АН Азерб. ССР.-1981.-№ 3. C. 122—123
- Бахманяр — виднейший ученик Ибн Сино //Сб. «Ибн Сино и средневековая философия». Душанбе, 1981. C. 120—127
- Основные философические течения в Азербайджане в XI—XIII веках// Методологические вопросы истории развития средневековой философии народов Закавказья. Баку: Элм, 1982. С. 208—225
- Об aктуальных проблемах философской и общественной мысли Зарубежного Востока. (Душанбе, «Дониш», 1983)// Известия АН Азерб. ССР.-1985.-№ 3 (совместно с А.Мамедовым). С. 129—131
- Азербайджанские представители школы Ибн Сины //Сб. «Торжество разума». Душанбе, Изд. «Дониш», 1988. C. 122—127
- К вопросу о логике Сираджеддинa Урмави //Сб. «Из истории средневековой восточной философии». Баку: Элм.-1989. С. 81-95
- «Ал-Джами ас-Сахих» — Авторитетный источник для Азербайджанских мыслителей//Материалы международной конференции «Имам ал-Бухари и его вклад в мировую культуру». Самарканд 23 октября, 1998 г. Издательство «Фан» Академии наук Республики Узбекистан.с. 219

### Книга «История азербайджанской философии»
Занимающая важное место в творчестве Закира Мамедова и являющаяся венцом его творчества книга «История азербайджанской философии» является отображением его более чем 30-летней исследовательской работы и посвящена богатому философскому наследию азербайджанских философов и мыслителей. В книге освещается история развития азербайджанской философии, идеологические течения, философские учения с древнейших времен до конца XIX века, исследуются мировоззрения их азербайджанских представителей на базе восточной философской мысли. В книге особо отмечается, что в период феодализма, в отличие от христианских стран, где в основном развивались такие религиозные философские учения как схоластика и мистика, в мусульманских странах наряду с вышеназванными течениями, развивались перипатетизм, а также созданные азербайджанскими философами нерелигиозные философские учения пантеизм и ишракизм, которые так обогатили историю философии человечества.
Закир Мамедов является автором более 40 статей, помещенных в Азербайджанской Советской Энциклопедии, II тома семитомника «История Азербайджана» (раздел философии), II тома шеститомника «История азербайджанской литературы» (раздел философии), некоторых статей «Философского энциклопедического словаря». Он является одним из авторов школьных учебников «Философия» и «История философии». Закир Мамедов занимался также и переводческой деятельностью. Им были переведены впервые на азербайджанский язык и включены в каталог «Восточная философия (IX—XII века)» (издательство БГУ, 1999 г.) трактат Ягуба Кинди «Первоначальная философия», фрагменты из произведения Абульхасана Ашари «Идеи мусульман и различие во взглядах молящихся», книга Фараби «Существо вопросов», отрывок о физике из «Книги знаний», «Книга об этике» Ибн Сины, отрывок о логике из книги Бахманйара «Книга приобретения знаний», его же «Трактат о предмете метафизики» и «Трактат о ступенях сущего», отрывки из трактата Газали «Книга, избавляющая от заблуждений», отрывки из трактата Айналкузата Мийанеджи «Сливки истины», избранные отрывки из книги Абухафса Сухраварди «Дары знаний».
Помимо ученых философов, также историки, литераторы и правоведы использовали в своей работе труды Закира Мамедова. Современные исследователи в качестве источников для своих работ пользуются его переводами произведений философов и мыслителей средних веков.
Закир Мамедов скоропостижно скончался 2 марта 2003 года. В книге Орхана Мамедова «Знаменитые педагоги и ученые Агдама» дается обширная информация о жизни и деятельности Закира Мамедова, в то же время деятельности ученого за последнее время было посвящено более 30 статей, опубликованных в периодической печати. Его жизни и деятельности посвящена монография Хатиры Гулиевой «Крупнейший философ Азербайджана в XX веке Закир Мамедов».